# Pieter Huistra
Pieter Egge Huistra (Goënga, 18 januari 1967) is een Nederlandse voetbaltrainer en voormalig voetballer.

## Voetbalcarrière
Huistra begon zijn voetbalcarrière als amateur bij SC Joure en Drachtster Boys, waarbij zijn kwaliteiten al snel opvielen.
Hij maakte als 17-jarige zijn debuut in het betaald voetbal op 5 september 1984, toen hij na zestig minuten inviel voor Anne Mulder in het competitieduel FC Groningen - FC Volendam (1-3).
Na twee seizoenen werd hij verhuurd aan BV Veendam, dat toen in de eredivisie uitkwam. Daar viel hij zo op dat toenmalig technisch directeur Kees Rijvers hem naar FC Twente haalde. De linksbuiten werd een vaste kracht en haalde het Nederlands elftal. Een blessure kostte hem echter zijn plaats in de selectie voor het WK voetbal 1990. In totaal speelde hij acht interlands.
Hetzelfde jaar vertrok Huistra naar de Glasgow Rangers. Hij speelde vijf seizoenen voor deze club en werd ieder jaar kampioen van Schotland en won een FA cup en twee League cups. Huistra was onderdeel van het magische Rangers team dat in 1992-1993 maar liefst 44 wedstrijden ongeslagen bleef in alle competities.
In 1995 volgde hij Wim Jansen naar Japan. Samen werkten zij in de J-League bij Sanfrecce Hiroshima en waren tweemaal verliezend beker finalist.
Na twee seizoenen in Japan werd hij door FC Groningen gehuurd om met succes de degradatiezorgen af te wenden. 
In het nieuwe seizoen 1997-1998 werd hij getransfereerd naar Lierse SK in België en kwalificeerde zich met de club voor de groepsfase van de Champions League. Ook werd de Super cup en de Belgische bekerfinale gewonnen. Na twee jaar kreeg hij een zware blessure aan zijn achillespees. In zijn laatste jaar bij Lierse SK kwam hij door deze blessure niet meer aan spelen toe en moest een einde maken aan zijn actieve voetbalcarrière.

## Trainerscarrière
Huistra werd na zijn spelerscarrière door de KNVB aangesteld als assistent trainer van het Nederlands elftal -17 en vervolgens uitgezonden om assistent trainer te worden van Arie van der Zouwen bij het nationale team van Hong Kong. 
Bij terugkomst in Nederland werd hij jeugdtrainer bij FC Groningen -19 van 2001 tot 2005, tijdens die periode volgde hij ook cursus Coach Betaald Voetbal, die hij in 2003 succesvol afrondde. 
Huistra ging van 2005 tot 2008 aan de slag als assistent-trainer bij Vitesse, waar hij onder andere samenwerkte met Edward Sturing en Aad de Mos. 
Op 3 april 2009 wordt Huistra door Marco van Basten opgenomen in de trainersstaf als assistent-trainer bij AFC Ajax. Na het vertrek van Van Basten wordt Huistra, in seizoen 2009-2010 aangesteld als coach van Jong Ajax.
Op 22 december 2009 werd Huistra gepresenteerd als nieuwe hoofdtrainer van FC Groningen voor het seizoen 2010-2011. 
In het eerste seizoen eindigde de club met een record aantal punten op de vijfde plek in de reguliere competitie. In de finale van de play offs voor Europa league kwalificatie werd na twee spectaculaire wedstrijden tegen ADO Den Haag nipt verloren na strafschoppen. Ondanks het vertrek van enkele dragende spelers zag de club in het volgende volgende seizoen, 2011-2012, na goede resultaten tegen Ajax (1-0) en Twente (1-1) aan potentie te zien om door te groeien. Op 29 november 2011 werd bekendgemaakt dat Huistra zijn contract bij de club verlengde voor één jaar, de club gaf aan tevreden te zijn met het functioneren van Huistra in de afgelopen anderhalf jaar tijd. Na een mindere tweede seizoenshelft met ziektes en blessures werd Huistra op 10 mei 2012 ontslagen door FC Groningen. De club eindigde dat seizoen als 14e. In het seizoen 2011/2012 werd Pieter ambassadeur van G-voetbalvereniging Kids United. Hij was hiermee de eerste ambassadeur vanuit FC Groningen, sinds de adoptie van Kids United door FC Groningen in december 2011.
Op 30 mei 2012 werd bekend dat Huistra vanaf het seizoen 2012/2013 aan de slag gaat als hoofdtrainer van De Graafschap. De club is dan net gedegradeerd naar de Jupiler League. In zijn eerste jaar wint de club met een geheel nieuwe selectie een periodetitel en wordt in de nacompetitie uitgeschakeld door Roda JC
In zijn tweede seizoen bij de eerstedivisionist raakt hij in conflict met een klein deel van de supporters en op 24 december 2013 is Huistra ontslagen bij de Graafschap.
In december 2014 wordt hij technisch directeur van de Indonesische voetbalbond. Dit combineert hij in mei 2015 met de functie van interim-bondscoach. Vanaf juni wordt Indonesië echter geschorst door de FIFA wegens politieke inmenging en mag het nationale team geen internationale wedstrijden meer spelen. In december 2015 wordt door de blijvende schorsing van de FIFA zijn contract ontbonden.
Eind 2015 vertrekt Huistra naar Japan. Als hoofdtrainer en adviseur geeft hij leiding aan het opstarten van een geheel nieuwe voetbalclub, Iwaki FC. Binnen een jaar wordt vanaf nul een compleet nieuwe professionele voetbal organisatie opgebouwd. De club weet in zijn eerste bestaansjaar direct diverse regionale en nationale amateur titels te winnen.
Na een korte periode als adviseur bij AS Trencin vertrekt Huistra in de zomer van 2017 samen met Sjota Arveladze naar Oezbekistan om de in zwaar weer verkerende topclub Pachtakor Tasjkent nieuw leven in te blazen. De club staat bij hun komst achtste en weet door een goede tweede seizoenshelft op te klimmen tot de derde plaats en kwalificeert zich voor de Aziatische Champions League.
In het tweede seizoen eindigt de club op de tweede plaats en wordt de bekerfinale gehaald en kwalificeert zich wederom voor de ACL
Genoeg redenen voor de club om de contracten te verlengen. In 2019 en 2020 werd zowel de landstitel als de beker gewonnen.
In januari 2021 werd Huistra aangesteld als hoofdcoach van Pachtakor. Met de club won hij in 2021 de Supercup en de landstitel. In januari 2022 verliet hij de club. In februari 2023 werd hij aangesteld als hoofdtrainer van het Indonesische Borneo FC.